# Erylus philippinensis
Erylus philippinensis is een sponzensoort uit de familie Geodiidae in de klasse gewone sponzen (Demospongiae).
De wetenschappelijke naam van de soort werd in 1989 gepubliceerd door Lévi & Lévi.